# Kadi Polli
Kadi Polli (nascida em 16 de setembro de 1973 em Tallinn) é uma historiadora de arte da Estónia, curadora e professora.
De 2000 a 2013 ela foi a chefe do Museu de Arte de Kadriorg. Desde 2016 é a chefe do Museu Kumu.
Em 2008 foi condecorada com a Ordem de Orange-Nassau (Holanda).